# ليونارد هندرسون
ليونارد هندرسون (بالإنجليزية: Leonard Henderson)‏ هو محامي وقاضي أمريكي، ولد في 1772، وتوفي في 1833.